# 2022年冬季残疾人奥林匹克运动会韩国代表团
2022年冬季残疾人奥林匹克运动会韩国代表团是韩国派出的2022年冬季残疾人奥林匹克运动会代表团。未获得奖牌。